# Trylogia Nomów
Trylogia Nomów (ang. The Nome Trilogy, także The Bromeliad Trilogy) – cykl powieści Terry’ego Pratchetta  wydanych w latach 1989–1990. W Polsce trylogia ukazała się nakładem wydawnictwa Rebis w latach 1998–2001 (przełożył Jarosław Kotarski). W maju 2009 ukazało się polskie wydanie jednoksiążkowej wersji trylogii o nomach. Nosi tytuł Trylogia Nomów - Księgi Nomów (ang. The Bromeliad Trilogy).
Trylogia opowiada o nomach - małych istotach żyjących na Ziemi w cieniu ludzi, i całkowicie przez nich niezauważanych. Nomy przechowują tajemniczą Rzecz, która okazuje się komputerem pokładowym statku kosmicznego, którym przybyły w te rejony wszechświata. Lądownik ze statku rozbił się na Ziemi więżąc nomy na tej planecie - teraz tylko musiały ludzi nauczyć wszystkiego i czekać aż zaczną wysyłać satelity w kosmos, które nomy mogą wykorzystać do wezwania statku. Książki opowiadają o ich ucieczce z Ziemi.

## Trylogia Nomów
Cykl o Nomach składa się z trzech powieści.

### Nomów księga wyjścia
Nomów księga wyjścia (ang. Truckers) została wydana w 1989 roku. Polskie wydanie ukazało się w 1998 roku nakładem wydawnictwa Rebis (przełożył Jarosław Kotarski).
Opowiada o nomie Masklinie, który wraz z resztą swojej grupy opuszcza dawną kryjówkę wśród pól i wyrusza na poszukiwanie nowego domu. Docierają do Sklepu, a tam trafiają na inne nomy. Tymczasem tajemnicza Rzecz przechowywana przez przodków Masklina niespodziewanie ożywa i odkrywa przed nomami prawdę o ich pochodzeniu.

### Nomów księga kopania
Nomów księga kopania (ang. Diggers) została wydana w 1990 roku. Polskie wydanie ukazało się w 2001 roku nakładem wydawnictwa Rebis (przełożył Jarosław Kotarski).
Nomy po ucieczce ze Sklepu docierają do opuszczonego Kamieniołomu, gdzie znajdują nowy dom. Nadchodzi jednak zima, z nieba zaczyna spadać zamarznięta woda a Kamieniołom ma zostać znowu uruchomiony. W tej sytuacji Masklin postanawia posłuchać rady Rzeczy i udać się na Florydę, aby odnaleźć statek kosmiczny tkwiący gdzieś w kosmosie. Reszta nomów zostaje w Kamieniołomie i będzie musiała stawić czoła ludziom.

### Nomów księga odlotu
Nomów księga odlotu (ang. Wings) została wydana w 1990 roku. Polskie wydanie ukazało się w 2001 roku nakładem wydawnictwa Rebis (przełożył Jarosław Kotarski).
Książka opowiada o losach wyprawy nomów na Florydę. Masklin wraz z resztą grupy będzie leciał samolotem, podróżował w torbie, wędrował wśród traw pełnych krokodyli, aż w końcu spotka Florydów i poleci na gęsi, a wszystko po to, aby dostarczyć Rzecz w pobliże statku kosmicznego.